# دیارمات
دیارمات (به مجاری:  Gyarmat) یک شهرداری در مجارستان است که در ناحیه تت واقع شده‌است. دیارمات ۲۲٫۴۵ کیلومتر مربع مساحت و ۱٬۲۸۹ نفر جمعیت دارد.